# Serdar Sabuncu
Serdar Sabuncu (* 22. Oktober 1977 in Izmir) ist ein türkischer Fußballtrainer.

## Karriere

### Erste Erfolge als Jugendtrainer
2001 machte Sabuncu, der selber nie Profifußballer war, seinen Hochschulabschluss im Studiengang Sport an der Celal-Bayar-Universität in Manisa, anschließend begann er die Jugend von İzmirspor zu trainieren, wo er unter anderem mit der B-Jugend Meister wurde. 2007 wechselte er zu Altay İzmir. Auch hier konnte er sein Talent unter Beweis stellen, denn mit der B-Jugend konnte er erneut die Meisterschaft in der Izmir-Liga feiern; zudem führte er die Mannschaft auch zum landesweiten Meistertitel. Im Kader waren damals Spieler wie Okay Yokuşlu, Aytaç Kara, Oğulcan Gökçe, Mert Can Dadan und Cenk Demirel, die heute Profis sind.

### Als Profitrainer
Seine ersten Erfahrungen im Profigeschäft machte Sabuncu als Co-Trainer bei Tire 1922 Spor und bei FBM Yaşamspor. Im August 2015 unterschrieb er schließlich seinen ersten Vertrag als Cheftrainer bei Altay İzmir und gab als Ziel den Klassenerhalt an, welcher mit dem elften Platz auch erreicht werden konnte. Vor Beginn der Saison 2016/17 gab Sabuncu das Ziel des Aufstiegs an. Ende September 2016 wurde der Vertrag im gegenseitigen Einvernehmen aufgelöst, weil Sabuncu und der Vorstand sich nicht über das Saisonziel einigen konnten. Anfang Oktober unterschrieb Sabuncu einen Vertrag bei 24 Erzincanspor. Seine Zeit in Erzincan verlief durchschnittlich und der Vertrag wurde Anfang des Jahres 2017 aufgelöst. Anschließend heuerte er bei Izmirspor an, wo er bis Anfang 2019 als Trainer arbeitete.

## Privat
In seiner Jugend arbeitete Sabuncu als Kellner und Barkeeper. Den Beruf des Kellners hätte er nach eigenen Angaben auch beibehalten, wenn er nicht Trainer geworden wäre. Er ist verheiratet und hat einen Sohn, über den Sabuncu sagt, er wünsche sich nicht, dass dieser einmal Fußballer werde. Seine Freizeit verbringt er am liebsten mit seiner Familie, zudem guckt er auch privat gern Fußballspiele. Zu seinen Vorbildern zählen Jürgen Klopp, Ersun Yanal, Hamza Hamzaoğlu und Hikmet Karaman.